# برت (تگزاس)
برت، تگزاس(به انگلیسی: Barrett, Texas) شهری در ایالت تگزاس از ایالات جنوبی ایالات متحده آمریکا است. در سرشماری سال ۲۰۰۰، جمعیت این شهر ۲۸۷۲ نفر اعلام شد.